# Volker Weiß

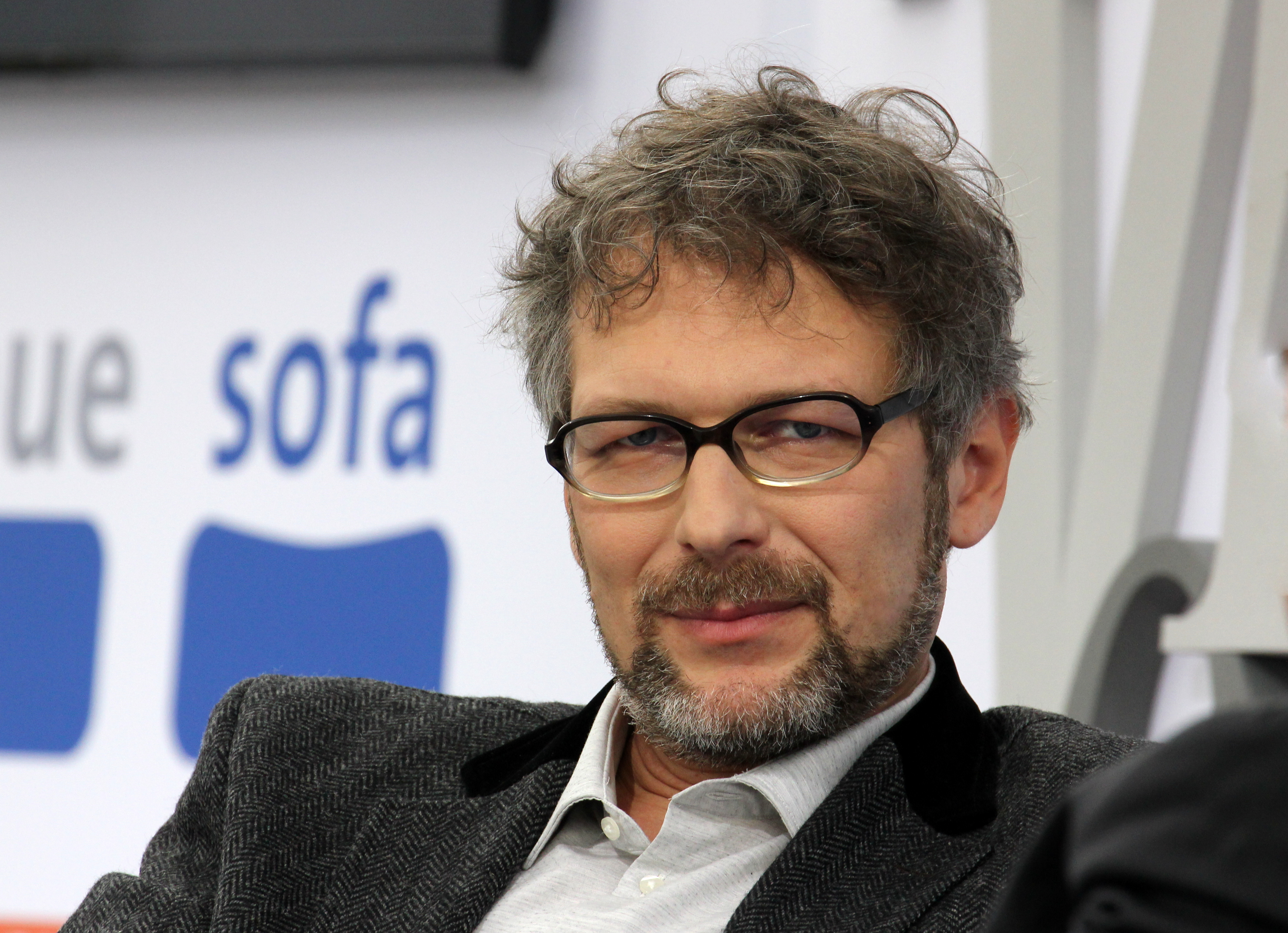
Volker Weiß auf dem Blauen Sofa der Leipziger Buchmesse 2017

Volker Weiß (* 1972) ist ein deutscher Historiker und freier Publizist. Er forscht zu Geschichte und Gegenwart der extremen Rechten in Deutschland sowie zur deutschen Geschichte des 19. und 20. Jahrhunderts.

## Leben
Weiß studierte Literaturwissenschaft, Sozial- und Wirtschaftsgeschichte sowie Psychologie an der Universität Hamburg. 2009 promovierte Weiß als Historiker mit einer Monographie über den jungkonservativen Kulturtheoretiker Arthur Moeller van den Bruck.
Weiß war Lehrbeauftragter an Universitäten in Hamburg, Leipzig und München. Weiß war 2021 Gastprofessor am Institut für Zeitgeschichte der Universität Innsbruck.
Er ist Autor verschiedener Medien (u. a. Süddeutsche Zeitung, Spiegel online, Die Zeit und Zeit Geschichte). Für die Berliner Wochenzeitung Jungle World berichtet er seit zwei Jahrzehnten, vor allem über die extreme Rechte in Deutschland. Von 2014 bis 2023 schrieb er dort die Kolumne Notizen aus Neuschwabenland über die Neue Rechte.
Sein 2017 erschienenes Buch Die autoritäre Revolte. Die Neue Rechte und der Untergang des Abendlandes war 2017 für den Preis der Leipziger Buchmesse in der Kategorie Sachbuch/Essayistik nominiert.
„Das Deutsche Demokratische Reich. Wie die extreme Rechte Geschichte und Demokratie zerstört“, im Februar 2025 erschienen, landete sogleich auf Platz 1 der Sachbuch-Bestenliste von Dlf Kultur, ZDF und ZEIT.
Einer seiner Forschungsschwerpunkte ist die deutsche Geschichte des 19. und 20. Jahrhunderts.

## Sonstiges
Weiß war Promotionsstipendiat des Evangelischen Studienwerks Villigst und ist Mitglied im Villigster Forschungsforum zu Nationalsozialismus, Rassismus und Antisemitismus e. V. Er ist Fellow am Zentrum für Antisemitismusforschung der TU Berlin und war Teil der Cooperation Group Normalizing the Far Right des ZiF Bielefeld.

## Rezeption
Deutschlands Neue Rechte (Verlag Ferdinand Schöningh 2011) über die Sarrazin-Debatte wurde von der Fachkritik positiv aufgenommen.
Die politische Biographie über Arthur Moeller van den Bruck (Schöningh 2012) fand in der Geschichtswissenschaft Anerkennung. Kurt Lenk hob in den Blättern für deutsche und internationale Politik hervor, Weiß sei in „herausragender Weise das gelungen, was sich als politische Psychologie bezeichnen ließe“. (BdiP 1. Juli 2014) Der britische Historiker Geoff Eley nannte die Arbeit „one of the most important and illuminating studies of the pre-Nazi German right to have been published in recent years“ (Central European History 48 (2015), 1. Mai 2015). Unter anderem konnte Weiß darin anhand eines umfangreichen Archivfunds den Mythos einer Verfemung Moellers durch die Nationalsozialisten widerlegen und vielmehr eine positive Rezeption Moellers während des „Dritten Reichs“ nachweisen.
Mit der Publikation von Die autoritäre Revolte. Die Neue Rechte und der Untergang des Abendlandes (Klett-Cotta Verlag) wurde Weiß 2017 einem breiteren Publikum bekannt und zählt seither zu den führenden Analytikern der extremen Rechten in Deutschland. Zu diesem Thema veröffentlicht er regelmäßig in Leitmedien und wirkt bei Rundfunksendungen und Dokumentationen mit. 2019 kommentierte er für den Suhrkamp-Verlag die Erstveröffentlichung des Vortrages Aspekte des neuen Rechtsradikalismus von Theodor W. Adorno aus dem Jahr 1967.
Zum 80. Jahrestag des VE-Day (8. Mai 1945) veröffentlichte tagesschau.de ein Interview mit Weiß. Darin erklärte Weiß, wie die extreme Rechte versucht, die Geschichte umzudeuten.

## Schriften (Auswahl)
- Deutschlands Neue Rechte. Angriff der Eliten – Von Spengler bis Sarrazin. Ferdinand Schöningh, Paderborn 2011, ISBN 978-3-506-77111-7.
- Claudia Globisch, Agnieszka Pufelska, Volker Weiß (Hrsg.): Die Dynamik der europäischen Rechten. Geschichte, Kontinuitäten und Wandel. Springer VS, Wiesbaden 2011, ISBN 978-3-531-92703-9.
- Moderne Antimoderne. Arthur Moeller van den Bruck und der Wandel des Konservatismus. Ferdinand Schöningh, Paderborn u. a. 2012, ISBN 978-3-506-77146-9 (Dissertation Universität Hamburg [2012], 548 Seiten mit Illustrationen).
- Moses Hess. Rheinischer Jude, Revolutionär, früher Zionist. Greven, Köln 2015, ISBN 978-3-7743-0614-1.
- Revolution und „Völkerfrühling“: Moses Hess. In: Samuel Salzborn (Hrsg.): Zionismus. Theorien des jüdischen Staates (= Staatsverständnisse Bd. 76), Nomos, Baden-Baden 2015, ISBN 978-3-8487-1699-9, S. 15–33.
- PEGIDA – „Patriotische Europäer gegen die Islamisierung des Abendlandes“, Bundeszentrale für politische Bildung, 6. Januar 2015.
- Bedeutung und Wandel von ‚Kultur‘ für die extreme Rechte. In: Fabian Virchow, Martin Langebach, Alexander Häusler (Hrsg.): Handbuch Rechtsextremismus. Springer, Wiesbaden 2016, ISBN 978-3-531-19085-3, S. 441–469.
- Die autoritäre Revolte. Die Neue Rechte und der Untergang des Abendlandes. Klett-Cotta, Stuttgart 2017, ISBN 978-3-608-94907-0
- „Furor Teutonicus“, Jüdische Allgemeine, 6. Juli 2017.
- Vom Extrem zur Alternative? Ein Blick auf die rechtsextreme US-Szene, Bundeszentrale für politische Bildung, 28. Juli 2017.
- „Die Neue Front“. Die „revolutionäre“ Neuausrichtung des Nationalismus nach 1918. In: Journal für Politische Bildung 1/2018, Wochenschau Verlag, Frankfurt am Main, ISBN 978-3-7344-0662-1, S. 26–30.
- Rolf Peter Sieferles „Finis Germania“. Der Antaios Verlag und der Antisemitismus. In: Stefanie Schüler-Springorum (Hrsg.): Jahrbuch für Antisemitismusforschung 28, Metropol, Berlin 2019, ISBN 978-3-86331-502-3, S. 123–146.
- Nachwort zu: Theodor W. Adorno: Aspekte des neuen Rechtsradikalismus. Ein Vortrag. Suhrkamp, Berlin 2019, ISBN 978-3-518-58737-9, S. 59–87.
- Gemeinsam gegen den „Great Reset“. Synergien zwischen Neuer Rechter und Corona-Protesten, in: Wolfgang Benz (Hrsg.), Querdenken. Protestbewegung zwischen Demokratieverachtung, Hass und Aufruhr. Metropol, Berlin 2021, ISBN 978-3-86331-621-1, S. 214–229.
- Vom elitären Zirkel zur Massenbewegung? Die „Neue Rechte“ in Pandemiezeiten, in: Heike Kleffner/Matthias Meisner (Hrsg.), #Fehlender Mindestabstand. Die Corona-Krise und die Netzwerke der Demokratiefeinde. Herder, Freiburg i. B. 2021, ISBN 978-3-451-39037-1, S. 158–166.
- Autoritäre Kulturidentitäten. Zum Verständnis der Neuen Rechten in der Tradition Oswald Spenglers, in: Wilhelm Heitmeyer/Günter Frankenberg (Hrsg.), Treiber des Autoritären. Pfade von Entwicklungen im frühen 21. Jahrhundert. Campus, Frankfurt a. M. 2022, ISBN 978-3-593-51607-3, S. 321–344.
- Das Deutsche Demokratische Reich. Wie die extreme Rechte Geschichte und Demokratie zerstört. Klett-Cotta, Stuttgart 2025, ISBN 978-3-608-96667-1.